# Ocadia sinensis
Ocadia sinensis је гмизавац из реда корњача.

## Угроженост
Ова врста се сматра угроженом.

## Распрострањење
Врста има станиште у Вијетнаму и Кини.

## Станиште
Станиште врсте су слатководна подручја.